# ダイオウキジンエビ
ダイオウキジンエビ（大王鬼神蝦、Sclerocrangon rex）は、十脚目コエビ下目エビジャコ科キジンエビ属に分類されるエビの一種。北海道知床半島での地方名はガサエビ。

## 特徴
体長は約25cmにもなり、エビジャコ科に分類される種としては世界最大。
本種は、2016年9月にキジンエビ属（Sclerocrangon G.O. Sars, 1883）の新種として発表された。キジンエビ属には8種がこれまで知られていたが、本種は、形態的な特徴からオホーツクキジンエビ（Sclerocrangon derjugini Kobjakova, 1936）およびコウダカキジンエビ（Sclerocrangon igarashii Komai & Amaoka, 1991）に近縁であると考えられる。しかし、頭胸甲を縦走する眼窩後隆起上に小さな棘があるという本属の他種では見られない特徴を持ち、識別は容易である。現在のところ、北海道東部の釧路沖および根室海峡から記録されているのみである。深海性で、生息水深は500〜1000 mである。

## 利用
根室海峡で漁獲され、北海道羅臼町では「ガサエビ」の名称で食用にされている。ただし、ガサエビと呼ばれるエビは複数種ある。例えば、日本海側で漁獲されるキタザコエビ（Sclerocrangon boreas (Phipps, 1774)）、クロザコエビ（Argis lar (Owen, 1839)）、トゲザコエビ（Argis toyamaensis (Yokoya, 1933)）などが地方によりガサエビと称されるので、混同しないように注意が要る。